# Walt Dropo
Walter Dropo (em sérvio:  Валтер Дропо, Valter Dropo; 30 de janeiro de 1923 — 17 de dezembro de 2010), apelidado de "Moose", foi um jogador norte-americano de basquete em sua época de universidade e jogador de beisebol profissional. Foi a quarta escolha geral no draft da BAA (hoje NBA) em 1947, pelo Providence Steamrollers.

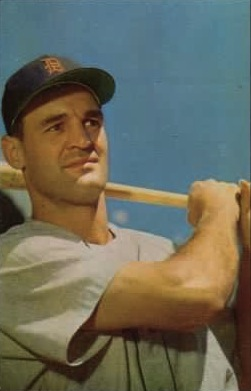
Walt Dropo

Foi drafetado pelo Chicago Cubs na nona rodada do draft da MLB de 1946.